# الكشف عن وجوه القراءات السبع وعللها وحججها (كتاب)
الكشف عن وجوه القراءات السبع وعللها وحججها، هو كتاب من تأليف أبو محمد مكي بن أبي طالب حموش بن محمد بن مختار القيسي، تناول هذا الكتاب موضوع القراءات السبعة للقرآن الكريم؛ فهو يشرح وجوه القراءات السبعة ويبين عللها وحججها، وكذلك يتناول موضوع سبب النزول وشواهده من القرآن والسنة.
وقد تميز الكتاب بعدة مميزات، منها اعتماده على بعض كتبه السابقة مثل: كتاب التبصرة في القراءات، واعتمد على أسلوب «جمع المتفرق» في كتابه، وحرص المؤلف على أن يكون الكتاب بأسلوب يفهمه المبتدئ والمتقدم في طلب العلم، وقد انتهج المؤلف منهج الاختصار وحذف المسائل الطويلة، وتميز بسلالة الأسلوب وسهولة العبارة للحفظ.

## موضوع الكتاب
تناول كتاب "الكشف عن وجوه القراءات السبع وعللها وحججها" موضوع القراءات السبعة للقرآن الكريم؛ فهو يشرح وجوه القراءات السبعة ويبين عللها وحججها، وكذلك يتناول موضوع سبب النزول وشواهده من القرآن والسنة، فالكتاب غير معني بإيراد كل القراءات وبيانها وإنما ببيان حججها، فيقول مثلا: "قوله: {من يُصرف عنه} قرأه أبو بكر وحمزة والكسائي بفتح الياء، وكسر الراء، وقرأ الباقون بضم الياء، وفتح الراء.
وحجة من قرأ بفتح الياء أنه أخبر بالفعل عن الفاعل المتقدم الذكر، وإضماره مستتر في {يصرف}".

## سبب تأليف الكتاب
ذكر أبو محمد مكي بن أبي طالب القيسي سبب تأليفه للكتاب بقوله: "كنت قد ألفت بالمشرق كتابا مختصرا في القراءات السبع في سنة إحدى وتسعين وثلاثمائة وسميته: "كتاب التبصرة" وهو فيما اختلف فيه القراء السبعة المشهورون، وأضربت فيه عن الحجج والعلل ومقاييس النحو في القراءات واللغات طلبا للتسهيل، وحرصا على التخفيف، ووعدت في صدره أني سأؤلف كتابا في علل القراءات التي ذكرتها في ذلك الكتاب، "كتاب التبصرة" أذكر فيه حجج القراءات ووجوهها وأسميه: "كتاب الكشف عن وجوه القراءات" ثم تطاولت الأيام، وترادفت الأشغال عن تأليفه وتبيينه ونظمه إلى سنة أربع وعشرين وأربعمائة، فرأيت أن العمر قد تناهى، والزوال من الدنيا قد تدانى، فقويت النية في تأليفه وإتمامه خوف فجأة الموت، وحدوث الفوت، وطمعا أن ينتفع به أهل الفهم من أهل القرآن وأهل العلم من طلبة القراءات، فبادرت إلى تأليفه ونظمه ليكون باقيا على مرور الزمان، وانقراض الأيام، حرصا مني على بقاء أجره، وجزيل ثوابه أسأل الله أن ينفع به مؤلفه والمقتبس العلم منه.

## محتويات الكتاب
ذكر المؤلف مقدمة بين فيها سبب تأليف الكتاب، وموضوعه، ثم ذكر عدة أبواب قبل أن يبدأ بسور القرآن الكريم، ومنها:
1. باب علل هاء الكناية.
2. باب المد وعلله وأصوله.
3. باب علل المد في فواتح السور.
4. باب علل اختلاف القراء في اجتماع همزتين.
5. باب ذكر جمل من تخفيف الهمز فيما ذكرنا.
6. باب علل نقل حركة الهمزة على الساكن قبلها لورش.
7. فصل في الوقف على هاء الكناية وميم الجمع.
8. باب في جملة من مخارج الحروف مختصرا.
9. باب أقسام العلل.
10. باب حكم الوقف على اللام.

ثم ذكر توجيه القراءات مرتبة على سور القرآن الكريم.

## مميزات الكتاب
1. اعتماده على بعض كتبه السابقة مثل: كتاب التبصرة في القراءات.
2. اعتمد على أسلوب «جمع المتفرق» في كتابه.
3. حرص المؤلف على أن يكون الكتاب بأسلوب يفهمه المبتدئ والمتقدم في طلب العلم.
4. انتهج المؤلف منهج الاختصار وحذف المسائل الطويلة.
5. سلاسة الأسلوب وسهولة العبارة للحفظ.[2]

## طبعات وتحقيقات الكتاب
1. مؤسسة الرسالة- بتحقيق: محيي الدين رمضان.
2. الرسالة العلمية- بتحقيق: محيي الدين رمضان.
3. دار الحديث بالقاهرة- بتحقيق: عبد الرحيم الطرهوني.
4. مجمع اللغة العربية- بتحقيق: محيي الدين رمضان.